# NGC 5953
NGC 5953 é uma galáxia espiral (S0-a) localizada na direcção da constelação de Serpens. Possui uma declinação de +15° 11' 39" e uma ascensão recta de 15 horas, 34 minutos e 32,3 segundos.
A galáxia NGC 5953 foi descoberta em 17 de Abril de 1784 por William Herschel.